# モッコウ
モッコウ（木香）とはキク科ドロミアエア属の植物。学名は Dolomiaea costus 。従来はトウヒレン属とされて Saussurea costus という学名だったが、2020年に変更された。 
ワシントン条約の附属書Iに記載され、商業目的のための国際取引が全面的に禁止されている。原産地の冷涼な気候を好むため、雲南省や北海道で栽培が行われている。

## 生薬
生薬のモッコウ（日本薬局方の定義による）。
インド北部原産の多年生草本で、最大で1メートルになる。花は管状花のみで、夏期に暗紫色の花を咲かせる。太く硬い根は木香（モッコウ）という日本薬局方に収録された生薬であり、芳香性健胃作用がある。帰脾湯、女神散などの漢方方剤に使われる。薫香としても用いられる。